# François Dieussart
François Dieussart (Erkegem-aan-de-Leie, 1600 - Londen, 1661), was een Zuid-Nederlandse beeldhouwer die voor vorstenhuizen in Noord-Europa werkte, waaronder die van Nederland. Hij was een leerling van François Duquesnoy, en werkte enige tijd samen met Bernini in Rome.

## Leven en werk

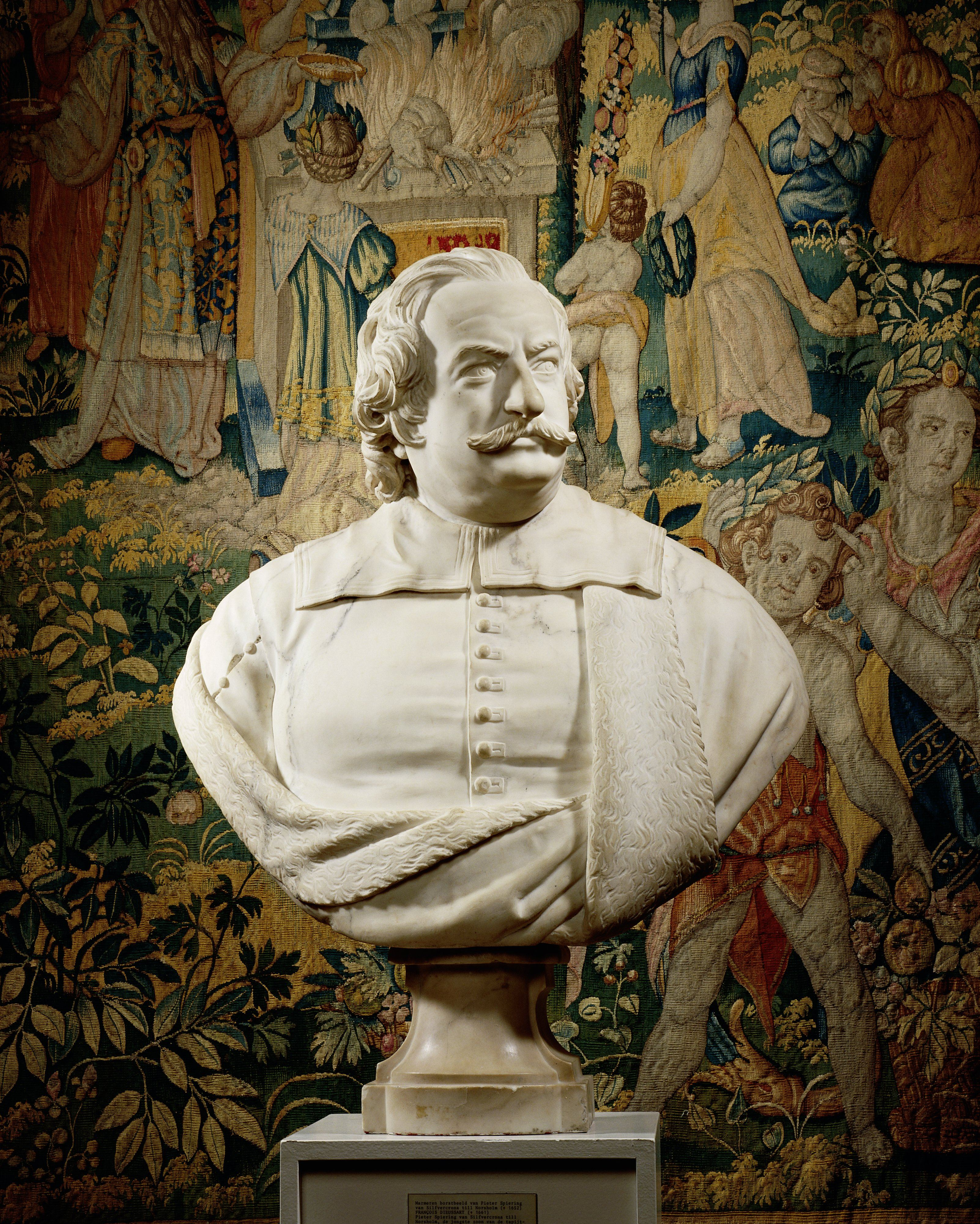
Portret van Pieter Spiering van Silvercroon door Dieussart (Rijksmuseum)

Hij werd geboren in het Zuid-Nederlandse plaatsje Erkegem, nu Erquinghem in Frankrijk.
Van 1620 tot 1630 bekwaamde hij zich in het vak in Rome, waar hij in 1622 lid werd van het broederschap San Giuliano dei Fiamminghi dat samenkwam in de gelijknamige kerk aldaar, de Sint-Juliaan-der-Vlamingen. In deze periode zou hij lessen hebben gehad van de eveneens daar gevestigde Vlaming Duquesnoy, en werkte hij enige tijd samen met Bernini.
Na zijn opleiding maakte hij voornamelijk portretbustes van verschillende leden van vorstenhuizen in Europa. Tussen 1636 en 1640 maakt hij een aantal werken voor koning Karel I van Engeland. Van 1641 tot 1651 was hij gevestigd in Den Haag waar hij korte tijd lid was van het Sint-Lucasgilde, en diverse bustes en beelden maakte van leden van de familie Van Oranje-Nassau. In deze periode maakte hij ook twee graftombes in opdracht van rijke particulieren, waaronder die voor Charles Morgan in Bergen op Zoom. Bekend van hem is ook de portretbuste van de kunsthandelaar Pieter Spiering van Silvercroon in het Rijksmuseum.
Na zijn Haagse periode, werkte hij voor het Deense, Duitse, en uiteindelijk het Engelse hof. 
- Biografisch Portaal: 71592657
- Gemeinsame Normdatei: 141691018
- International Standard Name Identifier: 0000 0003 6357 6894
- RKD-Nederlands Instituut voor Kunstgeschiedenis: 205778
- Union List of Artist Names: 500054639
- Virtual International Authority File: 227750241
- WorldCat: E39PBJgMBKK8bPymmd3bJWkdQq